# AC Slovácká Slávia Uherské Hradiště
AC Slovácká Slávia je atletický klub, který působí v Uherském Hradišti od roku 1919.

## Historické názvy
- 1919 – AC Slovácká Slávia Uherské Hradiště (Athletic Club Slovácká Slávia Uherské Hradiště)
- 1952 – Spartak Let Uherské Hradiště
- 1956 – Spartak Hradišťan Uherské Hradiště
- 1967 – TJ Uherské Hradiště (Tělovýchovná jednota Uherské Hradiště)
- 1969 – TJ Slovácká Slávia Uherské Hradiště (Tělovýchovná jednota Slovácká Slávia Uherské Hradiště)

## Historie

### Založení klubu
Důležitým předělem v dlouhodobé historii hradišťské atletiky se stal 15. květen 1919 vznik nového klubu – AC Slovácká Slavia – a s ním i atletického odboru. "V roce 1919 byly v Uherském Hradišti dva kluby. Jeden se staral o veslování (ČVK), druhý o tenis (ČSK), ale žádný o atletiku, fotbal a jiné sporty. Já a několik sportovních nadšenců sešli jsme se na náměstí u kašny a přišli jsme na myšlenku založit nový klub. Dne 15. května tato myšlenka stala se skutkem na schůzi v hotelu Grand pana Čápa. Obětavost a nadšení několika lidí dalo novému klubu pevný základ. Vzorem pro organizaci klubu byly stanovy A. C. Sparty, které opatřil její bývalý člen Jaroslav Kulda, tehdy v Hradišti působící. Hned prvý den přihlásilo se 60 členů," uvádí ve svých vzpomínkách František Machatý, první předseda atletického odboru, který v něm až do roku 1938 zastával také funkce náčelníka, pokladníka a hospodáře.

## Dlouhodobé klubové rekordy

### Mužské složky
| Disciplína                | Výkon                                                                             | Atlet                                                                                     | Místo            | Datum        |
| ------------------------- | --------------------------------------------------------------------------------- | ----------------------------------------------------------------------------------------- | ---------------- | ------------ |
| běh na 30 m               | 3.9                                                                               | Langr František                                                                           | Uherské Hradiště | 27. 2. 1971  |
| běh na 50 m               | 5.6                                                                               | Bělošek Milan                                                                             | Ostrava          | 17. 1. 1981  |
| běh na 60 m               | 6,76                                                                              | Stromšík Zdeněk                                                                           | Linec            | 30.1. 2014   |
| běh na 100 m              | 10,32                                                                             | Stromšík Zdeněk                                                                           | Tábor            | 15. 6. 2013  |
| běh na 150 m              | 15,98                                                                             | Stromšík Zdeněk                                                                           | Uherské Hradiště | 21. 8. 2013  |
| běh na 200 m              | 21,46                                                                             | Stromšík Zdeněk                                                                           | Hodonín          | 18. 5. 2013  |
| běh na 300 m              | 35.08                                                                             | Vlček Václav                                                                              | Uherské Hradiště | 21. 8. 2013  |
| běh na 400 m              | 49,24                                                                             | Boček Tomáš                                                                               | Ostrava          | 27. 6. 2013  |
| běh na 500 m              | 1:04.55                                                                           | Vlček Václav                                                                              | Uherské Hradiště | 27. 4. 2013  |
| běh na 600 m              | 1:23.71                                                                           | Vlček Václav                                                                              | Uherské Hradiště | 18. 6. 2013  |
| běh na 800 m              | 1:50.6                                                                            | Hruška Pavel                                                                              | Houštka          | 17. 7. 1963  |
| běh na 1 000 m            | 2:27.0                                                                            | Hruška Pavel                                                                              | Praha            | 21. 7. 1963  |
| běh na 1 500 m            | 3:47.9                                                                            | Jurek Miroslav                                                                            | Stockholm        | 24. 6. 1964  |
| běh na 1 míli             | 4:14.2                                                                            | Jurek Miroslav                                                                            | Londýn           | 22. 5. 1961  |
| běh na 2 000 m            | 5:22.2                                                                            | Jurek Miroslav                                                                            | Londýn           | 22. 5. 1961  |
| běh na 2 míle             | 8:35.8                                                                            | Jurek Miroslav                                                                            | Londýn           | 22. 5. 1961  |
| běh na 3 000 m            | 7:59.8                                                                            | Jurek Miroslav                                                                            | Londýn           | 6. 6. 1960   |
| běh na 3 míle             | 13:38.4                                                                           | Jurek Miroslav                                                                            | Uherské Hradiště | 30. 8. 1962  |
| běh na 5 000 m            | 13:53.8                                                                           | Jurek Miroslav                                                                            | Bělehrad         | 13. 9. 1962  |
| běh na 6 mil              | 28:36.2                                                                           | Jurek Miroslav                                                                            | Houštka          | 27. 6. 1962  |
| běh na 10 000 m           | 29:39.0                                                                           | Jurek Miroslav                                                                            | Houštka          | 27. 6. 1962  |
| běh na 15 000 m           | 51:26.0                                                                           | Bilavčík Antonín                                                                          | Veselí           | 1. 5. 1963   |
| běh na 10 mil             | 55:30.4                                                                           | Bilavčík Antonín                                                                          | Veselí           | 1. 5. 1963   |
| běh na 20 000 m           | 1:08:52.0                                                                         | Bilavčík Antonín                                                                          | Veselí           | 1. 5. 1963   |
| Půlmaraton                | 1:12:03                                                                           | Stindl Jan                                                                                | Brno             | 8. 5. 1999   |
| Maratonský běh            | 2:31:30.7                                                                         | Balaštík Jaroslav                                                                         | Děčín            | 9. 5. 1980   |
| Hodinovka                 | 18 009 m                                                                          | Jurek Jan                                                                                 | Hluk             | 1. 5. 1976   |
| 24 hodin                  | 188 475 m                                                                         | Kabelík Jaroslav                                                                          | Praha            | 14. 9. 1985  |
| běh na 10 000 m (silnice) | 30:09.6                                                                           | Jurek Miroslav                                                                            | Běchovice        | 27. 10. 1963 |
| běh na 25 000 m (silnice) | 1:26:21.0                                                                         | Adamec Milan                                                                              |                  | 1962         |
| běh na 30 000 m (silnice) | 1:57:44.0                                                                         | Kuboši Rudolf                                                                             |                  | 1974         |
| 12minutovka               | 3 748 m                                                                           | Ludvík Radek                                                                              | Uherské Hradiště | 1. 5. 2003   |
| běh na 40 yardů           | 4,84                                                                              | Chlachula Tomáš                                                                           | Otrokovice       | 8. 2. 2004   |
| běh na 100 yardů          | 9,69                                                                              | Stromšík Zdeněk                                                                           | Ostrava          | 27. 6. 2013  |
| běh na 220 yardů          | 22.6                                                                              | Rabas Vladimír                                                                            | Uherské Hradiště | 1966         |
| běh na 440 yardů          | 51.2                                                                              | Hruška Pavel                                                                              | Uherské Hradiště | 8. 4. 1961   |
| běh na 880 yardů          | 1:53.1                                                                            | Hruška Pavel                                                                              | Uherské Hradiště | 18. 7. 1962  |
| 110 m překážek            | 14,32                                                                             | Mazáč Martin                                                                              | Praha            | 30. 8. 2008  |
| 200 m překážek            | 25,81                                                                             | Bělošek Filip                                                                             | Nové Zámky       | 17. 9. 2006  |
| 300 m překážek            | 40,12                                                                             | Maňásek Aleš                                                                              | Praha            | 12. 7. 1981  |
| 400 m překážek            | 51.50                                                                             | Maňásek Aleš                                                                              | Praha            | 8. 9. 1996   |
| 1 500 m překážek          | 4:15.2                                                                            | Jurek Miroslav                                                                            | Uherské Hradiště | 2. 8. 1961   |
| 2 000 m překážek          | 6:16.1                                                                            | Bětík Miroslav                                                                            | Brno             | 11. 9. 1994  |
| 3 000 m překážek          | 9:19.4                                                                            | Bilavčík Antonín                                                                          | Praha            | 17. 6. 1956  |
| 2 km chůze                | 9:32.6                                                                            | Bilavčík Stanislav                                                                        | Uherské Hradiště | 28. 10. 1967 |
| 3 km chůze                | 14:26.8                                                                           | Bilavčík Stanislav                                                                        | Uherské Hradiště | 28. 10. 1967 |
| 5 km chůze                | 25:44.2                                                                           | Bilavčík Stanislav                                                                        | Třebíč           | 21. 8. 1966  |
| 10 km chůze               | 54:44.6                                                                           | Bilavčík Stanislav                                                                        | Vyškov           | 22. 8. 1970  |
| 20 km chůze               | 1:49:27.0                                                                         | Bilavčík Stanislav                                                                        | Brno             | 8. 5. 1971   |
| 50 km chůze               | 5:46:14.0                                                                         | Bilavčík Stanislav                                                                        | Přerov           | 10. 5. 1970  |
| 100 km chůze              | 12:41:25.0                                                                        | Bilavčík Stanislav                                                                        |                  | 1970         |
| 1 míle chůze              | 6:57.0                                                                            | Bilavčík Stanislav                                                                        | Uherské Hradiště | 28. 10. 1967 |
| 2 míle chůze              | 15:31.2                                                                           | Bilavčík Stanislav                                                                        | Uherské Hradiště | 28. 10. 1967 |
| 3 míle chůze              | 26:12.2                                                                           | Bilavčík Antonín                                                                          | Veselí           | 6. 9. 1959   |
| Skok vysoký               | 200 cm                                                                            | Brázdil Jiří                                                                              | Čejkovice        | 13. 3. 1987  |
| Skok o tyči               | 416 cm                                                                            | Hájek Antonín                                                                             | Kolín            | 1. 9. 1963   |
| Skok daleký               | 728 cm                                                                            | Ressler Ivan                                                                              | Uherské Hradiště | 26. 9. 1982  |
| Skok daleký (vítr)        | 752 cm                                                                            | Ressler Ivan                                                                              | Uherské Hradiště | 26. 9. 1982  |
| Trojskok                  | 15,99 m                                                                           | Brázdil Jiří                                                                              | Olomouc          | 9. 5. 1993   |
| Vrh koulí                 | 14.95 m                                                                           | Horák Vladimír                                                                            | Vyškov           | 28. 8. 1970  |
| Hod diskem                | 49,32 m                                                                           | Horák Vladimír                                                                            | Kluczbork        | 26. 9. 1976  |
| Hod oštěpem – 800 g       | 69,04 m                                                                           | Sklenář Martin                                                                            | Opava            | 24. 9. 2011  |
| Hod oštěpem – 700 g       | 63,38 m                                                                           | Sklenář Martin                                                                            | Kolín            | 2. 5. 2009   |
| Hod kladivem              | 55.70 m                                                                           | Horák Jan                                                                                 | Zlín             | 1. 9. 1985   |
| Hod břemenem 7.25 kg      | 14,98 m                                                                           | Horák Vladimír                                                                            | Brno             | 1. 5. 2009   |
| Hod břemenem 9,08 kg      | 16,47 m                                                                           | Horák Vladimír                                                                            | Aarhus Randers   | 22. 7. 2004  |
| Hod břemenem 15,88 kg     | 13,78 m                                                                           | Kovačič Bohumil                                                                           | Brno             | 7. 7. 2001   |
| Hod míčkem                | 86.50 m                                                                           | Krysta Stanislav                                                                          | Uherské Hradiště | 18. 5. 1977  |
| Sedmiboj                  | 3757 bodů (7,48 – 5,87 – 10.90 – 1,68 – 9,88 – 2,76 – 3:12,46)                    | Hruboš Ondřej                                                                             | Olomouc          | 29. 1. 2005  |
| Osmiboj                   | 4166 bodů (11.6 – 608–1194 – 165 – 17.2 – 240 – 3750 – 3:01.7)                    | Vlček Jaroslav                                                                            | Uherské Hradiště | 29. 7. 1980  |
| Desetiboj                 | 6076 bodů (11.1 – 653 – 11,68 – 160 – 52.6 – 16.9 – 320 – 34,78 – 47,43 – 5:05.9) | Borůvka Jindřich                                                                          | Otrokovice       | 27. 10. 1968 |
| Sprinterský trojboj       | 2479 bodů (7,09 – 11.45 – 22,18)                                                  | Stromšík Zdeněk                                                                           | Hodonín          | 14. 8. 2011  |
| Vrhačský trojboj          | 2199 bodů (14,56 – 39,86 – 62,38)                                                 | Sklenář Robert                                                                            | Opava            | 29. 8. 1998  |
| Vrhačský čtyřboj          | 2550 bodů (14,56 – 39,86 – 62,38 – 30,01)                                         | Sklenář Robert                                                                            | Opava            | 29. 8. 1998  |
| Vrhačský pětiboj          | 4503 bodů (43,17 – 11.85 – 40,93 – 33,56 – 15.75)                                 | Horák Vladimír                                                                            | Aarhus Randers   | 31. 7. 2004  |
| 4 x 100 m štafeta         | 42,56                                                                             | Vlček V., Stromšík Z., Hrabinec, Vondráček T.                                             | Písek            | 10. 9. 2011- |
| 4 x 200 m štafeta         | 1:34.7                                                                            | Boček, Tichavský K., Rabas, Řičica                                                        | Uherské Hradiště | 10. 7. 1966  |
| 4 x 400 m štafeta         | 3:22.75                                                                           | Vlček V., Boček T., Daněk T., Moštěk J.                                                   | Praha            | 24. 6. 2012  |
| 4 x 800 m štafeta         | 8:58.2                                                                            | Bilavčík A., Habarta, Patočka, Bureš                                                      | Uherské Hradiště | 1. 5. 1950   |
| 3 x 1000 m štafeta        | 8:15.9                                                                            | Zoubek, Berka, Vrzala                                                                     | Praha            | 31. 8. 1942  |
| 10 x 100 m štafeta        | 2:03.6                                                                            | Žádník, Tesař, Gajdošík, Basovník, Zapletal, Haluzník, Hájek A. Hájek Z., Hrabal, Zálešák | Uherské Hradiště | 5. 8. 1956   |
| 400-300-200-100 m štafeta | 2:04.75                                                                           | Vávra, Tomeček, Soviš, Blaha                                                              | Uherské Hradiště | 2. 5. 2004   |
| 800-400-200-100 m štafeta | 3:55.0                                                                            | Kameník, Stašek, Bureš, Michalík                                                          | Brno             | 9. 5. 1975   |

### Ženské složky
| Disciplína                | Výkon | Atlet | Místo                | Datum             |
| ------------------------- | --- | --- | -------------------- | ----------------- |
| běh na 40 m               | 5.4 | Škrabalová Eva | Nivnice              | 6. 10. 1976       |
| běh na 50 m               | 6.5 | Omelková Jana | Ostrava              | 7. 2. 1981        |
|                           | 6.5 | Číhalová Marta | Ostrava              | 2. 2. 1980        |
|                           | 6,66 | Mazáčová Iveta | Praha                | 15. 2. 2003       |
| běh na 60 m               | 7,47 | Mazáčová Iveta | Praha                | 25. – 26. 2. 2006 |
| běh na 80 m               | 9.90 | Mazáčová Iveta | Pliezhausen          | 14. 5. 2006       |
| běh na 100 m              | 11.75 | Mazáčová Iveta | Praha                | 17. 6. 2006       |
| běh na 150 m              | 18,29 | Mazáčová Iveta | Pliezhausen          | 14. 5. 2006       |
| běh na 200 m              | 23,73 | Mazáčová Iveta | Praha                | 24. – 25. 6. 2006 |
| běh na 300 m              | 39.72 | Vávrová Kateřina | Frýdek-Místek        | 28. 5. 2013       |
| běh na 400 m              | 56,01 | Švábíková Lenka | Praha                | 11. 6. 2004       |
| běh na 500 m              | 1:16.9 | Jurková Iva | Ostrava              | 30. 5. 1983       |
| běh na 600 m              | 1:32.8 | Jurková Iva | Ostrava              | 30. 5. 1983       |
| běh na 800 m              | 2:03,87 | Jurková Iva | Budapešť             | 20. 8. 1984       |
| běh na 1 000 m            | 2:44,26 | Jurková Iva | Moskva               | 8. 2. 1985        |
|                           | 2:44.60 | Jurková Iva | Praha                | 23. 9. 1985       |
| běh na 1 500 m            | 4:11,99 | Jurková Iva | Praha                | 28. 8. 1984       |
| běh na 3 000 m            | 9:00.90 | Jurková Iva | Athény               | 10. 2. 1990       |
|                           | 9:05.40 | Jurková Iva | Formia               | 7. 7. 1990        |
| běh na 5 000 m            | 16:15.40                                                                                                   | Jurková Iva | Bratislava           | 20. 6. 1990       |
| běh na 10 000 m           | 34:13,03                                                                                                   | Jurková Iva | Praha                | 7. 9. 1986        |
| běh na 15 000 m (silnice) | 51:11.0 | Jurková Iva | Hluboká nad Vltavou  | 22. 4. 1990       |
| Půlmaraton                | 1:13:24.0                                                                                                  | Jurková Iva | Marrákeš             | 1995              |
| 12minutovka               | 3 200 m | Kutálková Silvie | Uherské Hradiště     | 1. 5. 2003        |
| běh na 40 yardů           | 5,26 | Mazáčová Lenka | Otrokovice           | 2002              |
| běh na 100 yardů          | 11.6 | Janíková Vlasta | Uherské Hradiště     | 5. 7. 1972        |
| běh na 220 yardů          | 28.1 | Vandová Růžena | Uherské Hradiště     | 10. 7. 1970       |
| běh na 440 yardů          | 63.8 | Tinková Jiřina | Uherské Hradiště     | 14. 7. 1971       |
| 40 yardů překážek         | 6.0 | Valsová Žaneta | Otrokovice           | 6. 3. 2003        |
|                           | 6.0 | Smištíková Eva | Otrokovice           | 11. 3. 2004       |
| 50 m překážek             | 8.1 | Pauříková Monika | Ostrava              | 29. 1. 1994       |
|                           | 8,29 | Pauříková Monika | Ostrava              | 6. 2. 1994        |
|                           | 8,29 | Berková Veronika | Praha                | 15. 2. 2003       |
| 60 m překážek             | 8.85 | Koudelová Lucie | Praha                | 18. 2. 2012       |
| 100 m překážek            | 14,21 | Koudelová Lucie | Praha                | 23. 6. 2012       |
| 200 m překážek            | 28,18 | Koudelová Lucie | Olomouc              | 29. 9. 2009       |
| 300 m překážek            | 43,46 | Klementová Zuzana | Ostrava              | 2. 7. 2006        |
| 400 m překážek            | 1:01,02 | Švábíková Lenka | Hodonín              | 5. 6. 2004        |
| 3 000 m překážek          | 13:31.75                                                                                                   | Smetanová Hana | Hodonín              | 12. 7. 2009       |
| běh na 40 yardů           | 5,26 | Mazáčová Iveta | Otrokovice           | 2002              |
| běh na 100 yardů          | 11.6 | Janíková Vlasta | Uherské Hradiště     | 5. 7. 1972        |
| běh na 220 yardů          | 28.1 | Vandová Růžena | Uherské Hradiště     | 10. 7. 1970       |
| běh na 440 yardů          | 63.8 | Tinková Jiřina | Uherské Hradiště     | 14. 7. 1971       |
| Skok vysoký               | 180 cm | Jurgová Jana | Praha                | 3. 8. 1979        |
| Skok daleký               | 613 cm | Mazáčová Iveta | Bratislava           | 4. 2. 2006        |
| Trojskok                  | 12,18 m | Brázdilová Lenka | Vyškov               | 16. 6. 2012       |
| Skok o tyči               | 275 cm | Smetanová Hana | Bratislava           | 30. 1. 2000       |
| Vrh koulí – 4 kg          | 12,24 m | Blahová Barbora | Třinec               | 21. 5. 1994       |
| Vrh koulí – 3 kg          | 12,79 m | Chvilíčková Kateřina | Tábor                | 3. 10. 2009       |
| Hod diskem                | 41,46 m | Směšná Veronika | Zlín                 | 26. 8. 1995       |
| Hod oštěpem               | 47,04 m | Sklenářová Martina | Vítkovice            | 1. 6. 1996        |
| Hod kladivem – 4 kg       | 56,27 m | Kolářová Vendula | Tábor                | 15. 6. 2013       |
| Hod kladivem – 3 kg       | 57,33 m | Kolářová Vendula | Ostrava              | 20. – 21. 6. 2009 |
| Hod břemenem              | 9,16 m | Bláhová Barbora | Brno                 | 22. 9. 2007       |
| Hod míčkem                | 57.00 m | Suchomelová Zdena | Nové Město na Moravě | 7. 6. 1967        |
| Sprinterský trojboj       | 2700 bodů (60 m 7,73 – 100 m 12,31 – 200 m 25.15)                                                          | Brázdilová Lenka | Přerov               | 1. 5. 2009        |
| Vrhačský trojboj          | 1671 bodů (koule 11,51 – oštěp 32,78 – disk 32,66)                                                         | Bláhová Barbora | Brno                 | 22. 9. 2007       |
| Vrhačský čtyřboj          | 1744 bodů (10,29 – 28,73 – 21.35 – 27,66)                                                                  | Bláhová Barbora | Brno                 | 22. 9. 2007       |
| Vrhačský pětiboj          | 2286 bodů (26,43 – 10,29 – 34.55 – 25.05 – 7,86)                                                           | Bláhová Barbora | Brno                 | 7. 7. 2001        |
| Pětiboj                   | 3688 bodů (100 m př. 16.0 – koule 952 – výška 145 – dálka 501 – 200 m 28.2)                                | Vandová Růžena | Otrokovice           | 15. 5. 1971       |
| Pětiboj                   | 3572 bodů (100 m př. 16.2 – koule 1053 – výška 168 – dálka 546 – 800 m 2:34.9)                             | Jurgová Jana | Uherské Hradiště     | 15. 10. 1978      |
| Sedmiboj                  | 4721 bodů (100 m pr. 15,12 – koule 985 – výška 165 – dálka 539 – 200 m 26,97 – oštěp 2280 – 800 m 2:36,17) | Junášková Sylva | Praha                | 4. 7. 1981        |
| Běh na 4 x 50 m           | 28.3 | Škrabalová Eva, Pekáčová Blanka, Jurgová Jana, Švandová Renata | Gottwaldov           | 2. 10. 1974       |
| Běh na 4 x 60 m           | 30,34 | Fornůsková Martina, Berková Veronika, Kokojanová Kristýna, Mazáčová Iveta                                                                                             | Praha                | 5. 7. 2002        |
| 4 x 100 m štafeta         | 49,03 | Mazáčová Iveta, Brázdilová Lenka, Kokojanová Kristýna, Švábíková Lenka                                                                                                | Uherské Hradiště     | 4. 9. 2004        |
| 4 x 200 m štafeta         | 1:47.6 | Číhalová Marta, Omelková Jana, Judasová Jitka, Kadlecová Dagmar | Nové Město na Moravě | 20. 10. 1997      |
| 4 x 400 m štafeta         | 3:53,78 | Švábíková Lenka, Brzicová Blanka, Kokojanová Kristýna, Berková Veronika                                                                                               | Kladno               | 6. 7. 2003        |
| 3 x 300 m štafeta         | 2:13,28 | Vaculíková Jitka, Kutálková Sylvie, Švábíková Lenka | Bílina               | 27. 6. 1999       |
| 3 x 600 m štafeta         | 5:22.6 | Judasová Jitka, Krhovská Marta, Staroborová Jana | Nové Město na Moravě | 22. 10. 1977      |
| 200-100-100-200 m štafeta | 1:20.7 | Omelková Jana, Číhalová Marta, Matušíková Věra, Kadlecová Dagmar | Uherské Hradiště     | 18. 7. 1979       |
| 10 x 100 m štafeta        | 2:18.4 | Kalužová Magda, Rybová Jana, Škárová Jana, Vaculčíková Božena, Šustášková Dana, Chalupová Božena, Svitáková Dana, Gajdušíková Ivana, Kamrlová Božena, Valinová Zuzana | Uherské Hradiště     | 7. 8. 1968        |
| 800-400-200-100 m štafeta | 4:15.2 | Kunčarová Anežka, Šálková Jana, Svitáková Dana, Rybová Jana | Blansko              | 24. 4. 1976       |
| 400-300-200-100 m štafeta | 2:20,08 | Mazáčová Iveta, Kokojanová Kristýna, Brzicová Blanka, Švábíková Lenka                                                                                                 | Uherské Hradiště     | 2. 5. 2004        |
| 3 x 150 m štafeta         | 1:21.55 | Mazáčová Iveta, Valsová Žaneta Kokojanová Kristýna, Berková Veronika                                                                                                  | Jablonec nad Nisou   | 12. 10. 2002      |